# Hutovo Blato
Hutovo Blato è una riserva naturale e una ornitologica situata in Bosnia ed Erzegovina. È composto principalmente da paludi che sono state create dal sistema acquifero sotterraneo del fiume Krupa. È alimentato dal massiccio calcareo dell'Ostrvo che divide il lago Deransko e il lago Svitavsko. La riserva è nella lista delle aree importanti per gli uccelli e la biodiversità di BirdLife International. È la più grande riserva del suo genere nella regione, sia in termini di dimensioni che di diversità. Ospita oltre 240 tipi di uccelli migratori e dozzine che fanno la loro dimora permanente nelle zone umide sub-mediterranee che circondano il lago Deransko. Nella stagione migratoria, decine di migliaia di uccelli riempiono il lago e i suoi dintorni.

## Zone umide

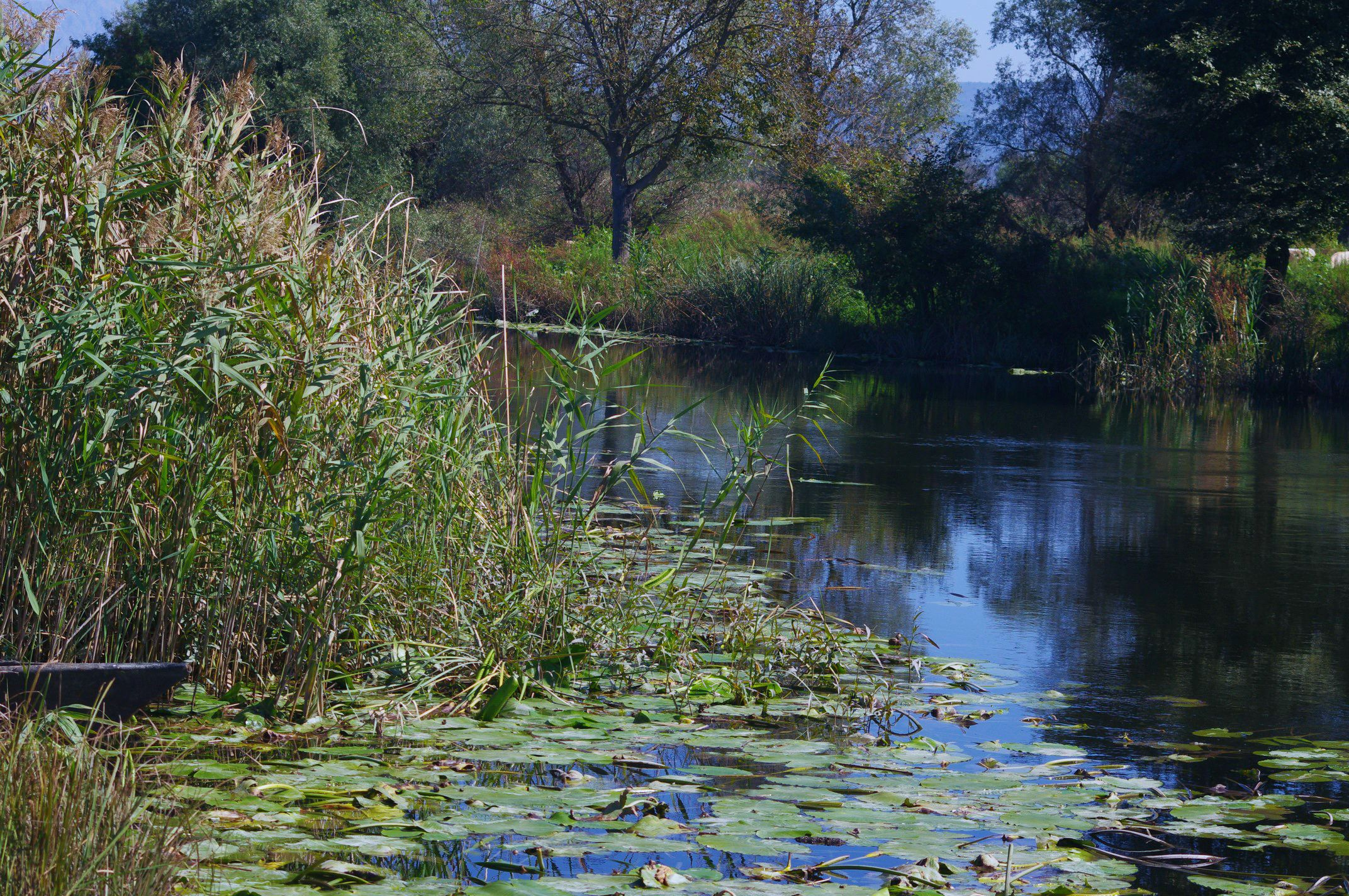
Palude di Hutovo Blato

La valle lungo gli ultimi 30 km del fiume Narenta, e il fiume stesso, costituiscono un paesaggio straordinario. A valle della confluenza dei suoi affluenti, i fiumi Trebižat e Bregava, la valle si estende in un conoide alluvionale che copre 20.000 ettari. I 7.411 ettari della parte superiore della valle in Bosnia ed Erzegovina, prendono il nome di Hutovo Blato.

### Sito di Ramsar
Il Delta della Narenta è stato riconosciuto come sito Ramsar dal 1992 e Hutovo Blato dal 2001. Entrambe le aree formano un sito Ramsar integrato che è un'entità naturale divisa dal confine di stato. Il programma "Important Bird Areas", condotto da BirdLife International, copre le due aree protette in Croazia e Bosnia ed Erzegovina.

### Parco naturale di Hutovo Blato

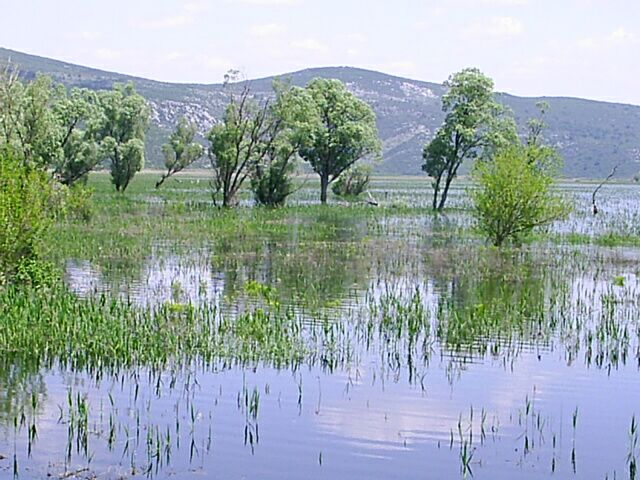
Lago Gornje Blato-Deransko

Dal 1995 Hutovo Blato è protetto come Parco naturale di Hutovo Blato e gestito da un'autorità pubblica. L'intera zona è ben protetta dall'impatto umano e funge da habitat importante per molte piante e animali. Un sito storico, la Fortezza vecchia di Hutovo Blato, si trova nell'area del Parco naturale. Il Parco naturale di Hutovo Blato si trova nella parte sud-occidentale della Bosnia ed Erzegovina, a 30 km dalla città di Mostar e vicino al confine croato. Si estende su una superficie di circa 7.411 ha e rappresenta una delle zone umide più ricche d'Europa. Fino al 1995, anno in cui è stata istituita l'area protetta cantonale, Hutovo Blato rappresentava un'area nota principalmente per il turismo di caccia e pesca. Ogni inverno oltre 200 specie di uccelli trovano il loro rifugio in questa natura incontaminata. I visitatori possono godere di relax, attività ricreative nella natura, pesca sportiva, ciclismo e safari fotografici, la principale attrazione turistica. C'è anche un percorso didattico che fornisce informazioni sul parco e per aumentare la consapevolezza ambientale e la necessità di conservazione del patrimonio naturale nel parco naturale di Hutovo Blato.

#### Lago Gornje Blato-Deransko

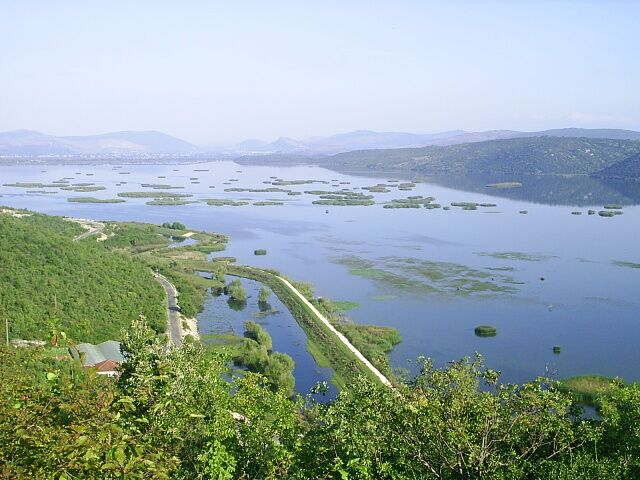
Lago Donje Blato-Svitavsko

Parte del parco che ha mantenuto la sua forma originale e la natura quasi incontaminata, il lago Gornje Blato-Deransko è alimentato dalle sorgenti d'acqua carsica del fiume Trebišnjica, che emerge in prossimità delle colline limitrofe. È idrogeologicamente collegato al fiume Narenta attraverso il suo affluente, il fiume Krupa. Risulta formato da 5 laghi (Škrka, Deranja, Jelim, Orah, Drijen) e da ampie porzioni permanentemente allagate, isolate anche da ampi boschetti di canneti e alberi, rappresentando così l'area preservata più interessante.

#### Fiume Krupa

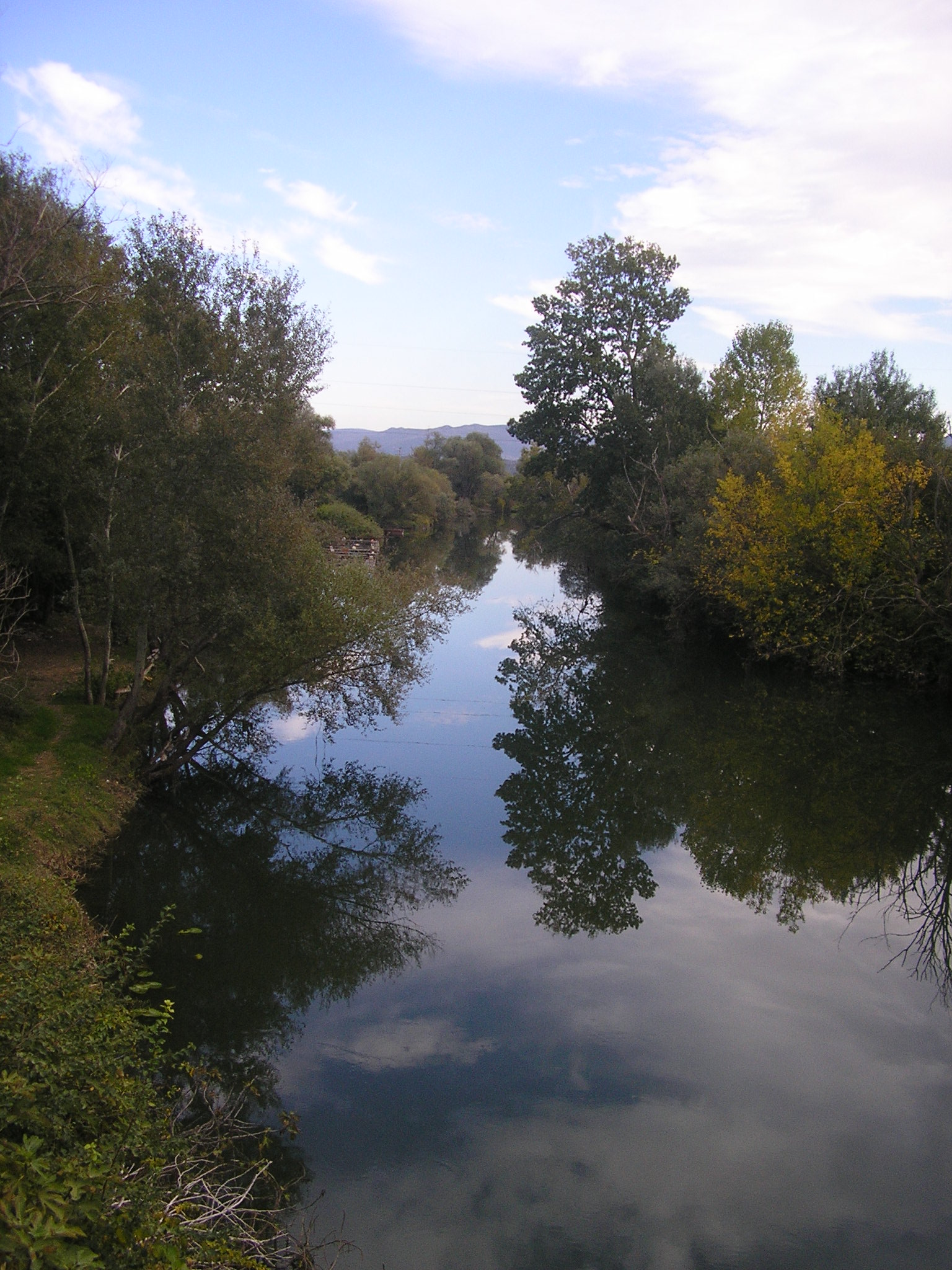
Fiume Krupa

Il fiume Krupa è l'affluente sinistro della Narenta e il principale corso d'acqua di Hutovo Blato, che conduce le acque del lago Deransko e del lago Svitavsko nel fiume Narenta. La lunghezza del fiume Krupa è di 9 km con una profondità media di 5 metri. Il fiume Krupa non ha una vera e propria sorgente, ma in realtà è l'emissario del lago Deransko. Inoltre, la Krupa è un fiume unico in Europa, perché scorre in entrambe le direzioni. Scorre "normalmente" dalla "sorgente" alla confluenza e dalla confluenza alla "sorgente". Ciò accade quando, a causa dell'alto livello di piena e della grande quantità di acqua, il fiume Narenta spinge il fiume Krupa in direzione opposta.

### Pesci endemici e autoctoni

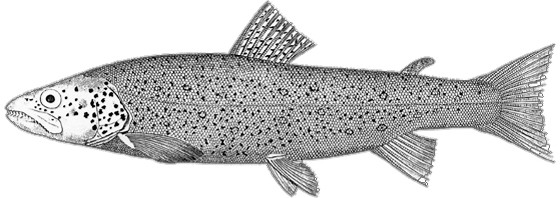
Salmo dentex che abita le paludi di Hutovo e il fiume Krupa

## Biodiversità

### Uccelli
Elenco sistematico delle specie registrate al 13 aprile 2001:
- Tuffetto
- Svasso maggiore
- Cormorano comune
- Cormorano pigmeo
- Garzetta
- Airone cenerino
- Airone rosso
- Canapiglia
- Germano reale
- Marzaiola
- Biancone
- Falco di palude
- Poiana comune
- Folaga eurasiatica
- Combattente
- Piro-piro boschereccio
- Gabbiano comunella
- Gabbiano del Caspio
- Rondine maggiore
- Rondine comune
- Ballerina bianca
- Usignolo comune
- Usignolo di fiume
- Luì subalpino orientale
- Capinera
- Codibùgnolo
- Pendolino europeo
- Cornacchia grigia
- Passero domestico
- Fringuello comune
- Verzellino
- Zigolo nero
- Strillozzo

## Siti archeologici e storici

### Sito storico della fortezza di Hutovo
Il sito storico della fortezza di Hutovo Blato si trova nell'area del Parco naturale.

### Sito archeologico di Desilo
Dopo intensi scavi nella zona di Hutovo Blato nell'autunno del 2008, gli archeologi dell'Università di Mostar (Bosnia ed Erzegovina) e dell'Università di Lund (Svezia) hanno trovato le primissime tracce di una stazione commerciale illirica, ritenuta più antica di duemila anni. Il ritrovamento è unico in una prospettiva europea e gli archeologi hanno concluso che Desilo, come viene chiamato il luogo, era un importante centro commerciale e un sito di contatto significativo tra gli Illiri e i Romani. Sono stati effettuati ritrovamenti sorprendentemente grandi in un breve periodo di tempo. Gli archeologi hanno scoperto le rovine di un insediamento, i resti di un porto che probabilmente fungeva da stazione commerciale, oltre a molte barche affondate, completamente cariche di brocche per il vino - le cosiddette anfore - del I secolo a.C.. L'archeologo Adam Lindhagen, che ha conseguito un dottorato di ricerca presso l'Università di Lund e si è specializzato in anfore vinarie romane, afferma che questo è il ritrovamento più importante di tutti i tempi proveniente dalle aree illiriche.

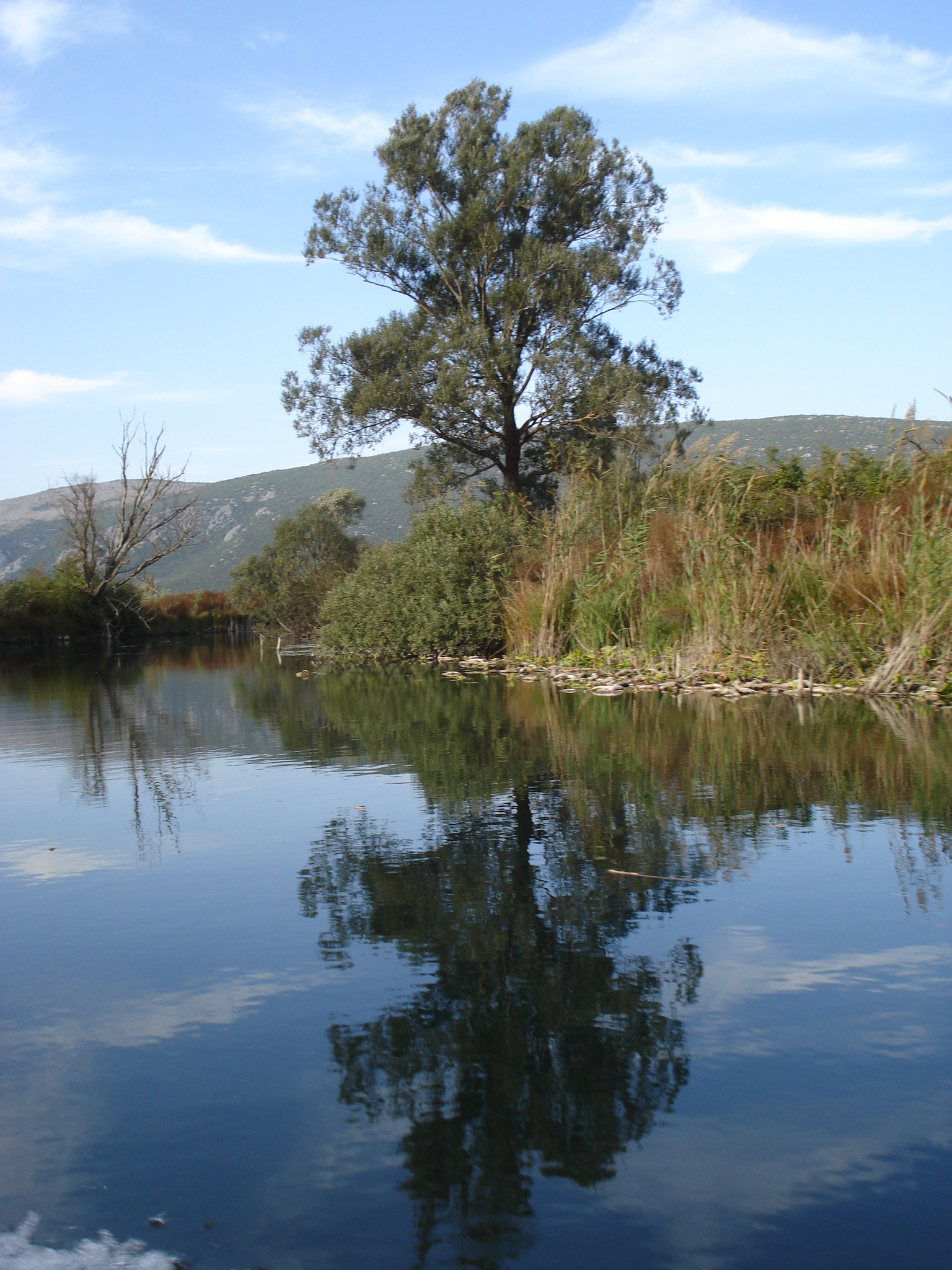
Fiume Krupa all'interno del Parco naturale di Hutovo Blato, Bosnia ed Erzegovina.